# Potentilla macrosepala
Potentilla macrosepala là loài thực vật có hoa trong họ Hoa hồng. Loài này được Cardot miêu tả khoa học đầu tiên năm 1914.